# Cyumba (Sektor)
Cyumba ist einer von 21 Sektoren im Distrikt Gicumbi in der Nordprovinz des afrikanischen Binnenstaates Ruanda.

## Geographie
Cyumba hat eine Fläche von 21,5 km² und liegt auf einer Höhe von etwa 2090 m. Der Sektor unterteilt sich in die sechs Zellen Gasunzu, Muhambo, Nyakabungo, Nyambare, Nyaruka und Rwankonjo und umfasst 32 Dörfer. Im Norden grenzt Cyumba an Uganda. Nahe der Grenze liegt der Ort Gatuna. Nachbarsektoren von Cyumba sind zudem im Osten Kaniga, im Südosten Mukarange, im Süden Manyagiro, im Südwesten Bungwe und im Westen Rubaya.

## Bevölkerung
Nach der Volkszählung von 2022 betrug die Einwohnerzahl 17.218 Einwohner. Zehn Jahre zuvor waren es 14.722, was einem jährlichen Bevölkerungszuwachs von 1,6 Prozent zwischen 2012 und 2022 entspricht.

## Verkehr
Durch den Sektor verläuft in Nord-Süd-Richtung die asphaltierte Nationalstraße 3. Von dieser geht die Nationalstraße 22 Richtung Osten ab.